# Mtepe

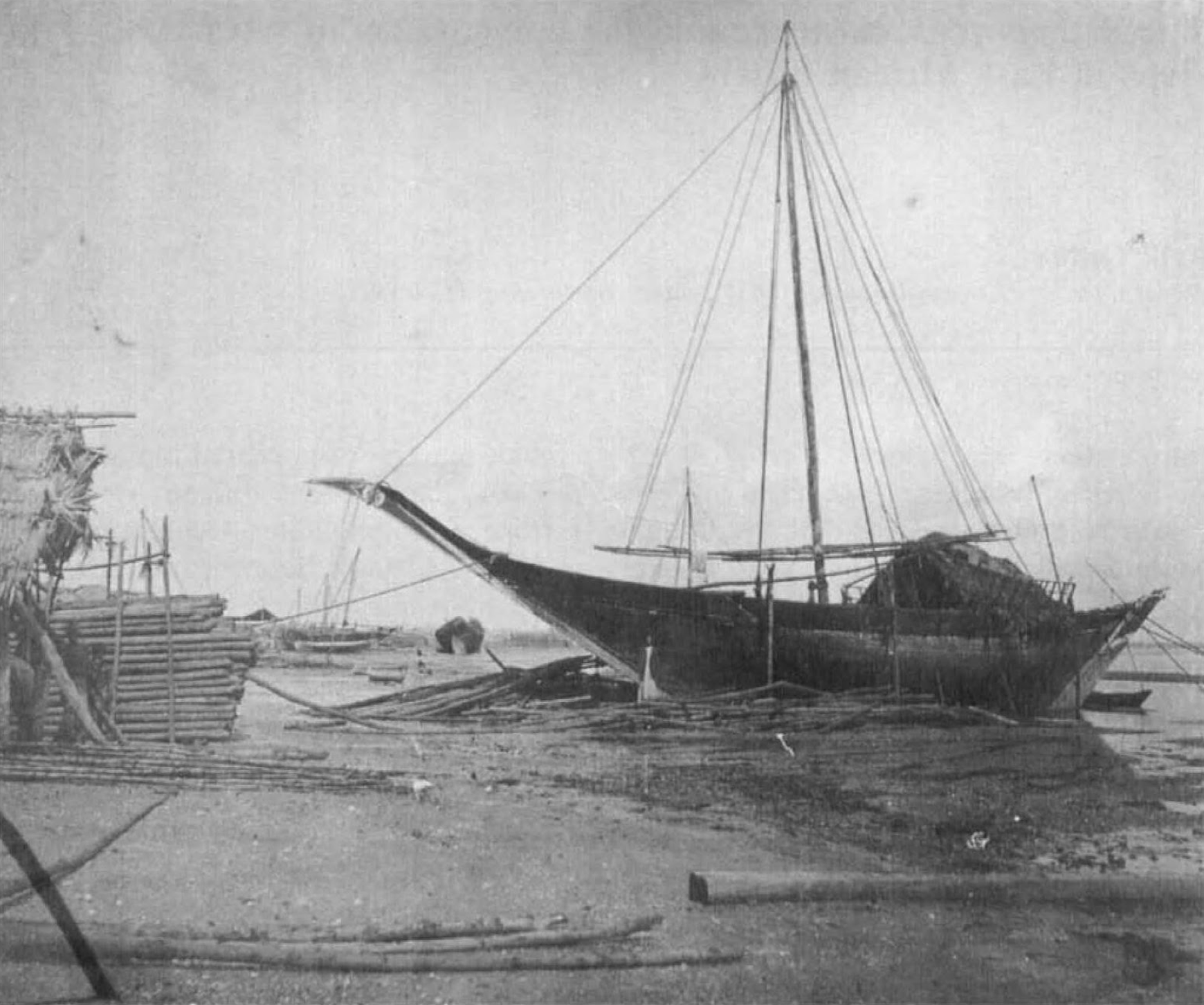
Mtepe sur la plage de Zanzibar, vers 1890.

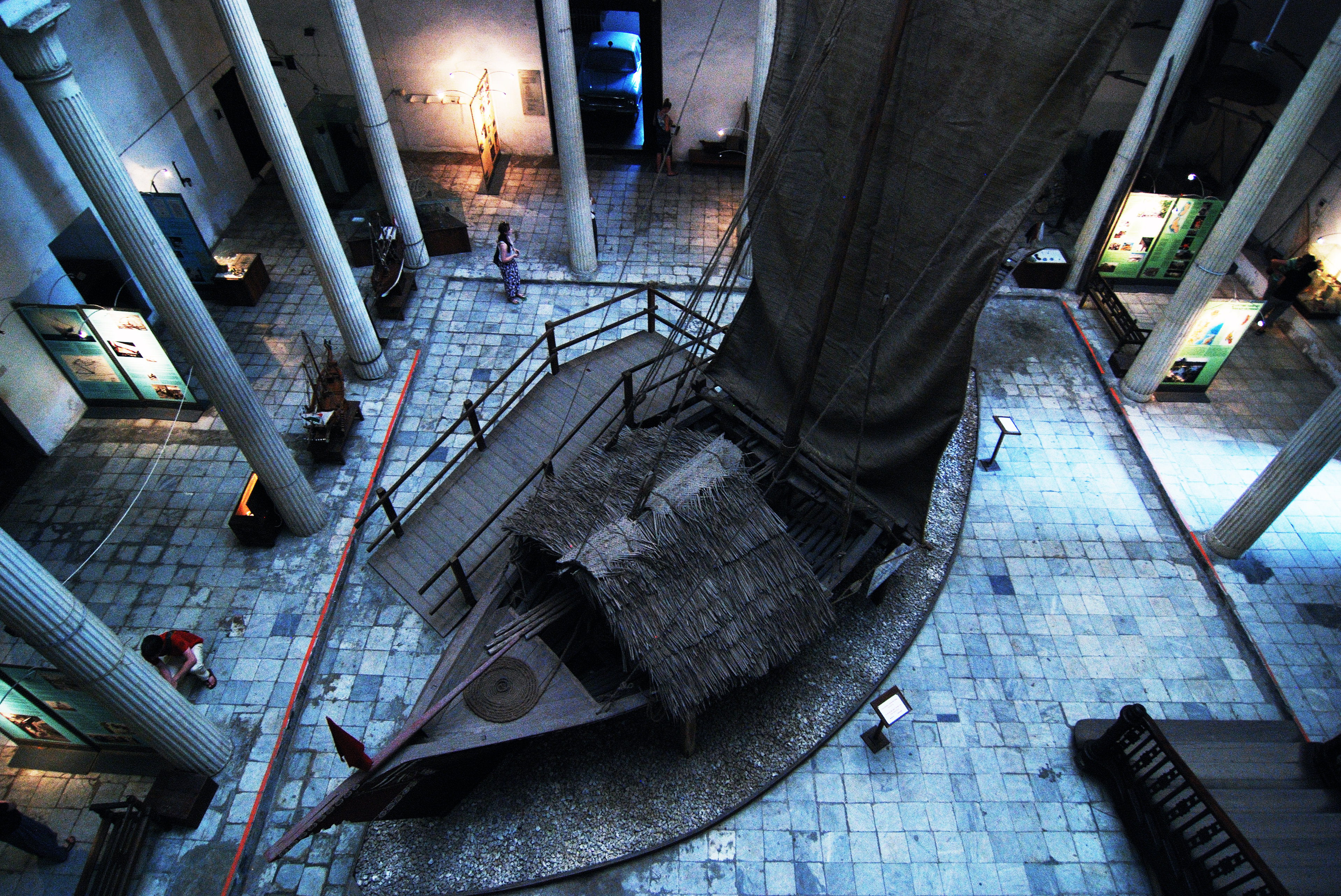
Le Shungwaya est une réplique inexacte de mtepe construite en 2003. L'embarcation est exposée au musée de la Maison des Merveilles à Stone Town (Zanzibar).

Un mtepe (du swahili signifiant « bateau ») est un type de voilier swahili à un mât portant une voile carrée. À la différence des embarcations rigides de technique occidentale, c'est un bateau cousu conçu pour être flexible : les planches constituant la coque sont maintenues par des chevilles de bois et de la fibre de coco.

## Historique

### Origine
L'origine de ce type de navire est ancienne et mal connue, de nombreuses théories sont possibles : naissance africaine, arabo-persane, indienne ou encore indonésienne ; il est possible que toutes ces cultures aient contribué chacune à l'émergence d'une technologie commune. 
Ces bateaux cousus sont déjà cités dans le Le Périple de la mer Érythrée, un document anonyme du début du IIe siècle,. Ces navires sont aussi mentionnés au XIe siècle par Al-Biruni dans son Histoire de l'Inde, puis par Al Idrissi au XIIe siècle, par Marco Polo, de passage à Ormuz en 1272 ou encore Ibn Battûta au XIVe siècle[réf. à confirmer]. 
Selon la tradition orale Bajun (en Somalie), ils seraient originaires de la région des Maldives, apportés sur les côtes africaines à une date inconnue par la migration du peuple Wadiba, et rapidement copiés par tous les peuples de la côte est-africaine.

### Développement
Ce type d'embarcation est particulièrement souple et permet donc de naviguer en relative sécurité par-dessus les récifs immergés à marée haute, typiques de l'océan Indien, et de s'échouer en toute sécurité sur les plages. Pour cette raisons ces navires sont très répandus du Mozambique à l'Inde pendant un à deux millénaires, permettant de coloniser des îles entourées de récifs comme Mayotte, longtemps restées inaccessibles aux navires occidentaux[réf. à confirmer]. Le baron Carl Claus Von der Decken affirme ainsi en 1869 : « Ils se montrent excellents pour naviguer dans les eaux peu sûres ; car ils ne subissent absolument aucun dégât lorsqu'ils s'échouent sur des récifs ou un banc de sable, la marée suivante les rend à la liberté alors qu'un bateau européen assemblé avec du fer serait infailliblement brisé dans la même situation »[réf. à confirmer].

### Extinction
La fin de la construction de mtepe dans son format original a été attribuée à l’arrivée des Portugais dans l’océan Indien au xve siècle, conduisant les constructeurs de bateaux à adopter des techniques alternatives de construction navale occidentale. Toutefois les mtepes modifiés ont perduré jusqu'au XXe siècle en incluant de nombreuses modifications par rapport à sa conception originale, liés aux apports occidentaux. 

## Préservation
Près d'une douzaine de photographies et neuf modèles de mtepe ont été conservés dont trois modèles au Fort Jesus Museum (un fort portugais construit en 1591 situé sur l' île de Mombasa, au Kenya), un modèle au musée de Lamu, un modèle au National Maritime Museum de Londres et un modèle au Science Museum de Londres.